# Zach Apple
Zach Apple (ur. 23 kwietnia 1997) – amerykański pływak specjalizujący się w stylu dowolnym, dwukrotny mistrz olimpijski i mistrz świata w sztafecie, pięciokrotny złoty medalista uniwersjady.

## Kariera
W 2017 roku na mistrzostwach świata w Budapeszcie płynął w wyścigu eliminacyjnym sztafet 4 × 100 m stylem dowolnym i otrzymał złoty medal, kiedy Amerykanie zajęli w finale pierwsze miejsce.
Na początku lipca 2019 roku podczas uniwersjady w Neapolu zdobył pięć złotych medali na dystansach 100 i 200 m stylem dowolnym oraz w sztafetach 4 × 100 i 4 × 200 m stylem dowolnym oraz 4 × 100 m stylem zmiennym.
Dwa tygodnie później, na mistrzostwach świata w Gwangju wywalczył złoto w sztafecie 4 × 100 m stylem dowolnym, w której Amerykanie ustanowili nowy rekord mistrzostw (3:09,06).